# Сикасо
Сика́со (фр. Sikasso) — город в южной части Мали. Является административным центром одноименного региона и вторым городом в Мали по численности населения, которое по данным на 2012 год составляет 213 977 человек. По данным переписи 1998 года население Сикасо насчитывало 113 803 человека.

## Общие сведения
Сикасо расположен в 375 км к юго-востоку от столицы страны, города Бамако, в 100 км к северу от границы с Кот-д'Ивуаром и в 45 км к западу от границы с Буркина-Фасо.
Сикасо населяют несколько этнических групп: бамбара, сенуфо, бобо, малинке.
Сикасо — очень развитый сельскохозяйственный регион. Выращиваемые фрукты и овощи обеспечивают стабильный доход в казну города, избавляя его от дотационной зависимости.
В городе имеется международный аэропорт Сикасо.

## Климат
Климат города характеризуется как типичный субэкваториальный. Годовые колебания температуры в городе невелики, а влажный сезон выражен резко и продолжается примерно половину года. Годовая норма осадков составляет около 1200 мм; почти все они выпадают в период с мая по сентябрь. Сухой сезон выражен в зимние месяцы. Наиболее дождливый и наиболее прохладный месяц — август. Наиболее жаркие месяцы — март и апрель, когда средние максимумы превышают 37 °C.
| Показатель                                  | Янв. | Фев. | Март | Апр. | Май   | Июнь  | Июль  | Авг.  | Сен.  | Окт. | Нояб. | Дек. | Год    |
| ------------------------------------------- | ---- | ---- | ---- | ---- | ----- | ----- | ----- | ----- | ----- | ---- | ----- | ---- | ------ |
| Средний суточный максимум, °C               | 33,5 | 36,0 | 37,4 | 37,3 | 35,6  | 32,9  | 30,7  | 29,9  | 31,0  | 33,3 | 34,4  | 33,1 | 33,7   |
| Средняя температура, °C                     | 24,4 | 27,2 | 29,7 | 31,0 | 29,8  | 27,7  | 26,1  | 25,6  | 26,2  | 27,4 | 26,4  | 24,2 | 27,1   |
| Средний суточный минимум, °C                | 15,3 | 18,3 | 22,1 | 24,6 | 24,1  | 22,4  | 21,5  | 21,4  | 21,3  | 21,5 | 18,5  | 15,2 | 20,5   |
| Норма осадков, мм                           | 1,4  | 4,1  | 12,8 | 45,9 | 109,1 | 152,3 | 243,7 | 308,8 | 210,0 | 84,4 | 11,7  | 2,0  | 1186,2 |
| Источник: World Weather Information Service |      |      |      |      |       |       |       |       |       |      |       |      |        |

## Города-побратимы
- Бриве-ла-Гаилларде, Франция.

## Галерея

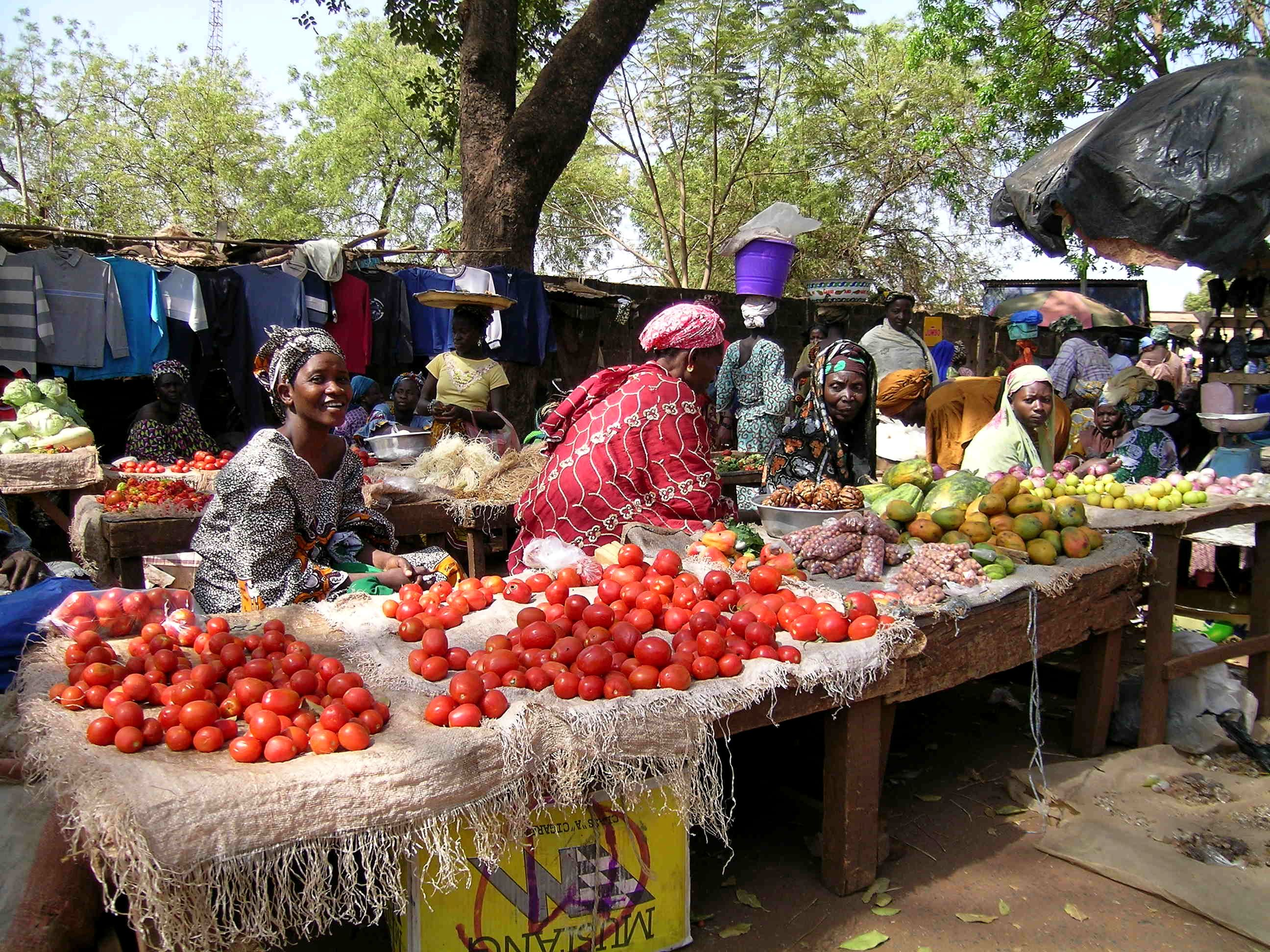
Рынок Сикасо. Местные женщины торгуют помидорами, орехами, и одеждой Second-Hand